# 大所美弥
大所 美弥（たいしょ みや、1975年6月6日 - ）は、日本のフリーアナウンサー。茨城県常陸大宮市（旧御前山村）出身。血液型はAB型。栃放エンタープライズ所属。

## 主な経歴
- 第24代ミス御前山
- 東京理科大学工学部卒。在学中にミス御前山に選出。

## 過去出演した番組

### テレビ
- ワイド!スクランブル（テレビ朝日）
- ジャスト（TBS）
- JNNニュースの森（TBS系・レポーター）

## 現在出演中の番組

### テレビ
- なるほど!とちぎ（とちぎテレビ・レポーター）
- 発見!いばらき大陸（スカパー エンタ!371・レポーター）
- 組織と人事・私はこう発想する（スカパー ビジネス・ブレークスルー）

### ラジオ
- 15ステーション（栃木放送・レポーター）
- Weekend Free Style（エフエム栃木・アシスタント）